# 1793 au Bas-Canada
Cet article traite des événements survenus en 1793 au Bas-Canada. 

'année 1793 a été marquée par plusieurs événements qui ont changé la vie des Canadiens.

## Événements

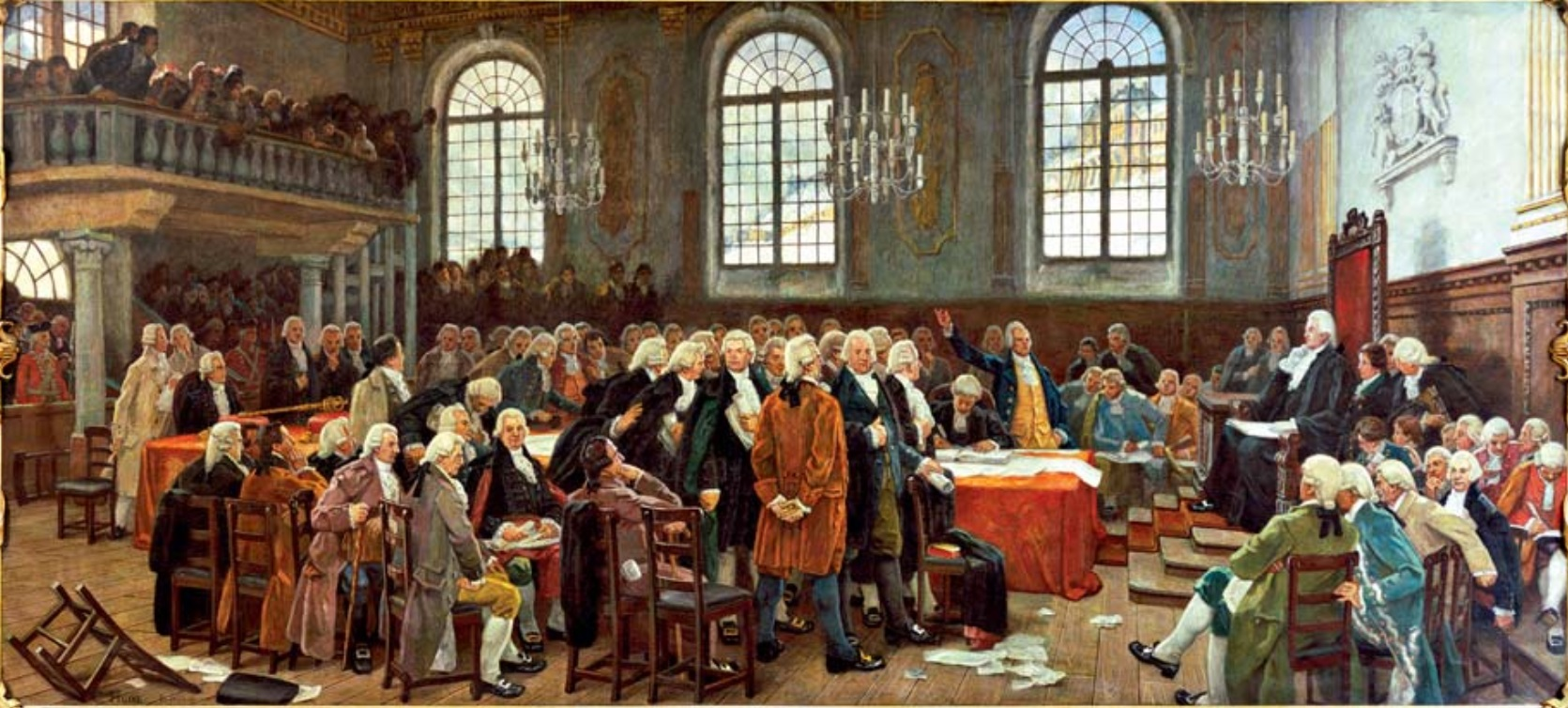
Le débat sur les langues - séance de l'Assemblée législative du Bas-Canada le 21 janvier 1793

- 27 janvier : Jean Basset présente à la Convention nationale de Paris un mémoire en faveur d’une reconquête du Canada[1].
- 1er février : La France déclare la guerre à la Grande-Bretagne.
- Avril : Saint-Pierre-et-Miquelon vivent sous l'influence de la Révolution française. Des habitants anti-révolution quittent ces îles pour s'établir aux Îles de la Madeleine.
- 28 juin : nomination de l’évêque anglican Jacob Mountain au nouveau Diocèse anglican de Québec[2].
- Juin : Henri-Antoine Mézière se rend aux États-Unis et rencontre l'ambassadeur français Edmond-Charles Genêt. Il lui soumet un texte Observation sur l'état actuel du Canada et sur les dispositions politiques de ses habitants. L'ambassadeur Genêt veut aussi envoyer des lettres aux canadiens dont le titre est Les Français libres à leurs frères les Canadiens pour les inciter à se révolter contre les autorités anglaises. Quatre navires sont plus tard armés devant faire des ravages en Nouvelle-Écosse et Terre-Neuve mais ces navires vont tout simplement aller en France.
- 11 novembre : ouverture de la deuxième session du premier Parlement du Canada. Des rumeurs veulent qu’une attaque soit imminente. Le gouverneur Dorchester, arrivé le 23 septembre, demande à la Chambre d’assemblée de sévir contre les étrangers menaçant le gouvernement britannique au Canada et contre tout citoyen séditieux[1].
- 26 novembre : proclamation du gouverneur du Bas-Canada concernant la sécurité de la province[1]. L’Assemblée adopte une loi suspendant l’Habeas Corpus et enrôle de facto tous les hommes de 18 à 60 ans du Bas-Canada dans la milice (sauf quelques exceptions).
- Avec l'exécution du roi Louis XVI, un clergé malmené et la terreur, l'opinion publique au Canada est maintenant contre la Révolution française.

## Naissances

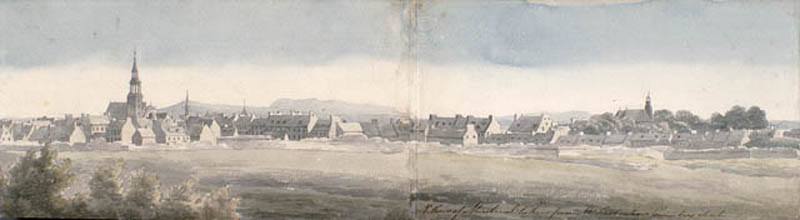
Montréal en 1793, vue du nord avec les fortifications

- 11 mai : Michel Laframboise, trappeur.
- 8 août : Robert Nelson, médecin et politicien.
- 5 novembre : William Molson, homme d'affaires, brasseur et banquier.
- Cuthbert Grant, chef métis.

## Décès
- 30 mars : François-Marie Picoté, militaire.
- 21 juillet : François-Pierre Cherrier, marchand et notaire.